# Koziołek Matołek

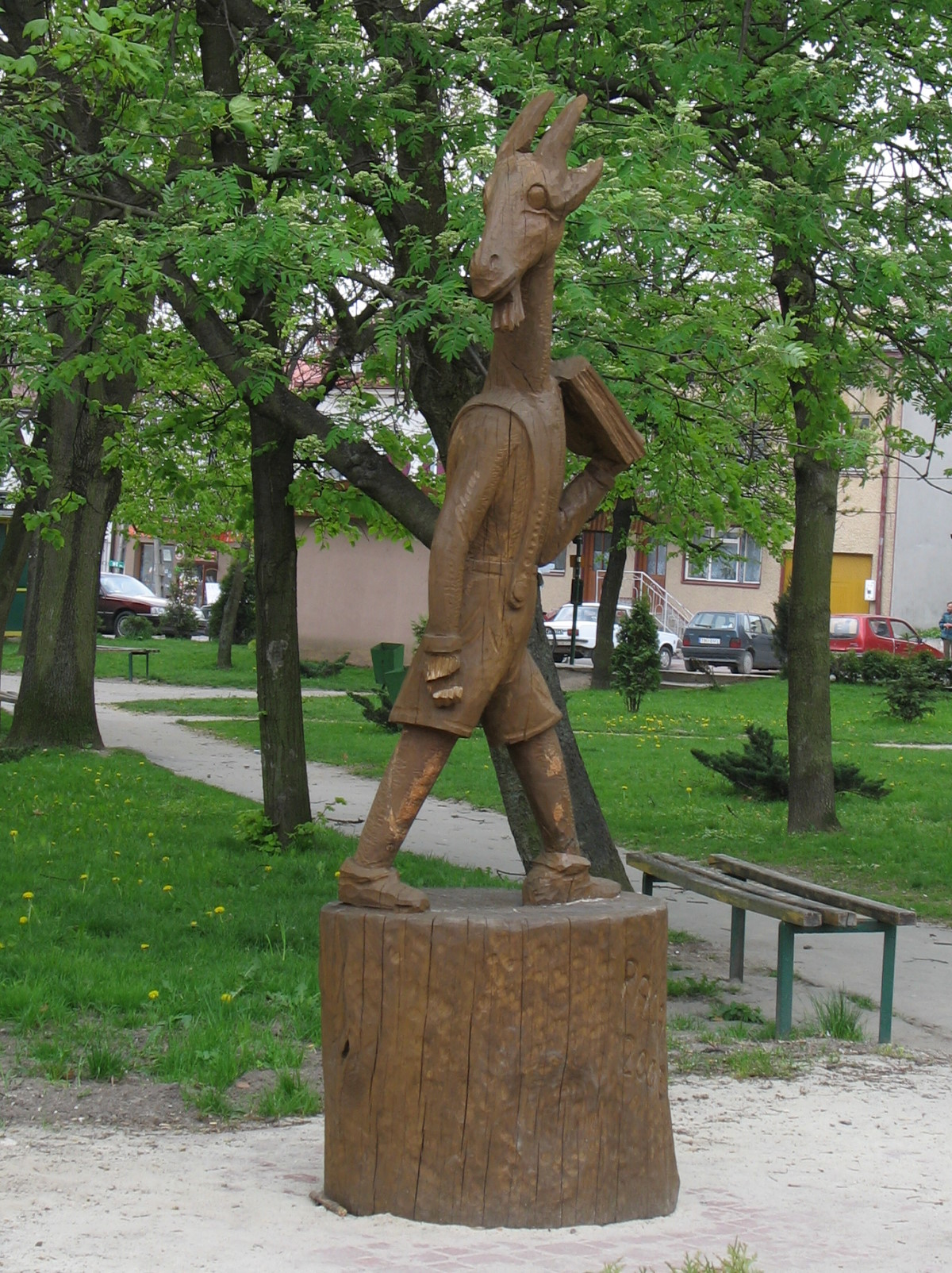
Пам'ятник Козлику Матолеку в Пацанові

Koziołek Matołek (Козлик Матолек) — персонаж одного з перших і найвідоміших польських коміксів, створеного 1933 року (автори — Корнель Макушинський (текст) та Мар'ян Валентинович (малюнки)). Нині це культова постать польської дитячої літератури. 27 березня 2011 в Пацанові було відкрито перший у країні Інститут казки, названий іменем козлика Матолека.